# Una recita a quattro
Una recita a quattro (La bande des quatre) è un film del 1988 diretto da Jacques Rivette.